# Шуйч (комуна)
Шуйч (рум. Șuici) — комуна у повіті Арджеш в Румунії. До складу комуни входять такі села (дані про населення за 2002 рік):
- Валя-Калулуй (125 осіб)
- Палтену (260 осіб)
- Пеулень (165 осіб)
- Рудень (913 осіб)
- Шуйч (1077 осіб)
- Янкулешть (374 особи)

Комуна розташована на відстані 152 км на північний захід від Бухареста, 50 км на північний захід від Пітешть, 117 км на північний схід від Крайови, 95 км на південний захід від Брашова.

## Населення
За даними перепису населення 2002 року у комуні проживали 2914 осіб. Усі жителі комуни рідною мовою назвали румунську.
Національний склад населення комуни:
| Національність | Кількість осіб | Відсоток |
| -------------- | -------------- | -------- |
| румуни         | 2896           | 99,4%    |
| цигани         | 17             | 0,6%     |
| турки          | 1              | < 0,1%   |

Склад населення комуни за віросповіданням:
| Релігія     | Кількість осіб | Відсоток |
| ----------- | -------------- | -------- |
| православні | 2905           | 99,7%    |
| бретрени    | 5              | 0,2%     |
| реформати   | 2              | 0,1%     |
| адвентисти  | 1              | < 0,1%   |
| лютерани    | 1              | < 0,1%   |